# 上海日本人聚居区

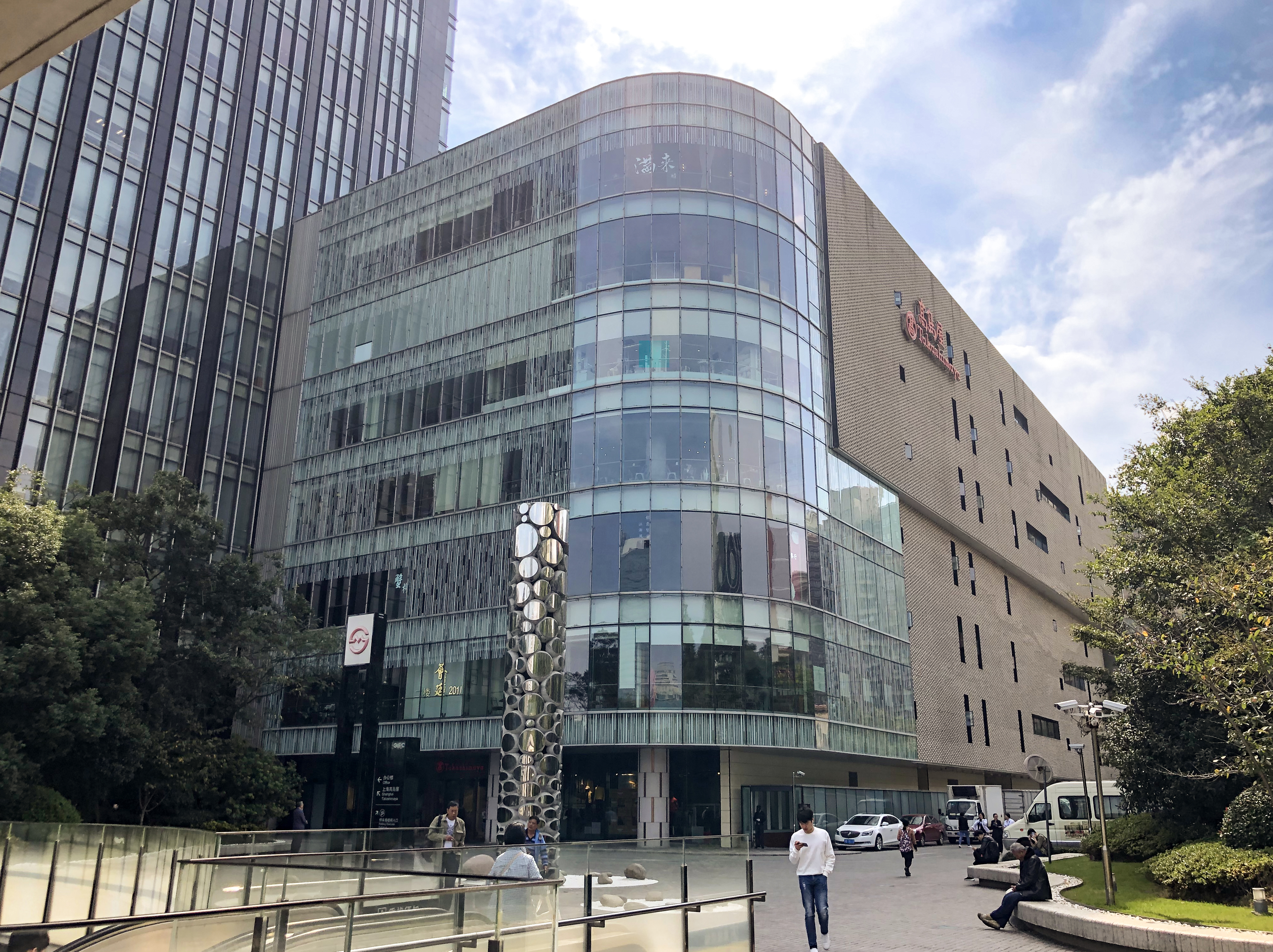
位于古北的上海高岛屋

中華人民共和國上海市是在华外国人人口最多的城市，上海有一个日本侨民群体，他們很多人居住在长宁区古北新区。

## 历史
日本駐上海總領事館于1872年开设。1880年代，日本公司开始在上海开展业务。 1907年，伏見宮博恭王访问上海。  1908年，日本人俱乐部成立。 
虹口是日本人的聚居區。1930年代，由于中日兩國關係緊張，中国反日情绪日益高涨。1932年一二八事件爆發。1937年又爆發淞沪会战，日本佔領上海。1943年，上海境內有10萬日本人。
1994年以来，日本人的数量稳步增加。截至2008年，超过33,000名日本人居住在上海，占上海外国人的22%，使日本人成为上海最大的外籍人士群体。 。2011年，上海超过纽约成为日本人在海外第二大聚居地，仅次于洛杉矶。2012年10月，居住在上海的日本公民数量大约为57458人。2013年10月，居住在上海的日本公民数量大约为47700人。這是居留上海的日本人数量减少，不過在上海开展业务的日本企业数量在增加。

## 经济
一些在滬日本人是驻上海的日本公司的雇员。这些公司會負責他們的生活费用，包括儿童学费、住房和其他津贴。一些日本人在上海经营咨询公司、餐馆和企业。 许多在上海的日本公司为了降低成本而選擇雇佣已经在上海的日本人，而不是在日本本土招聘。 2009年，一些刚从大学毕业的日本人来到上海，试图在當地找到一份工作。 

## 教育

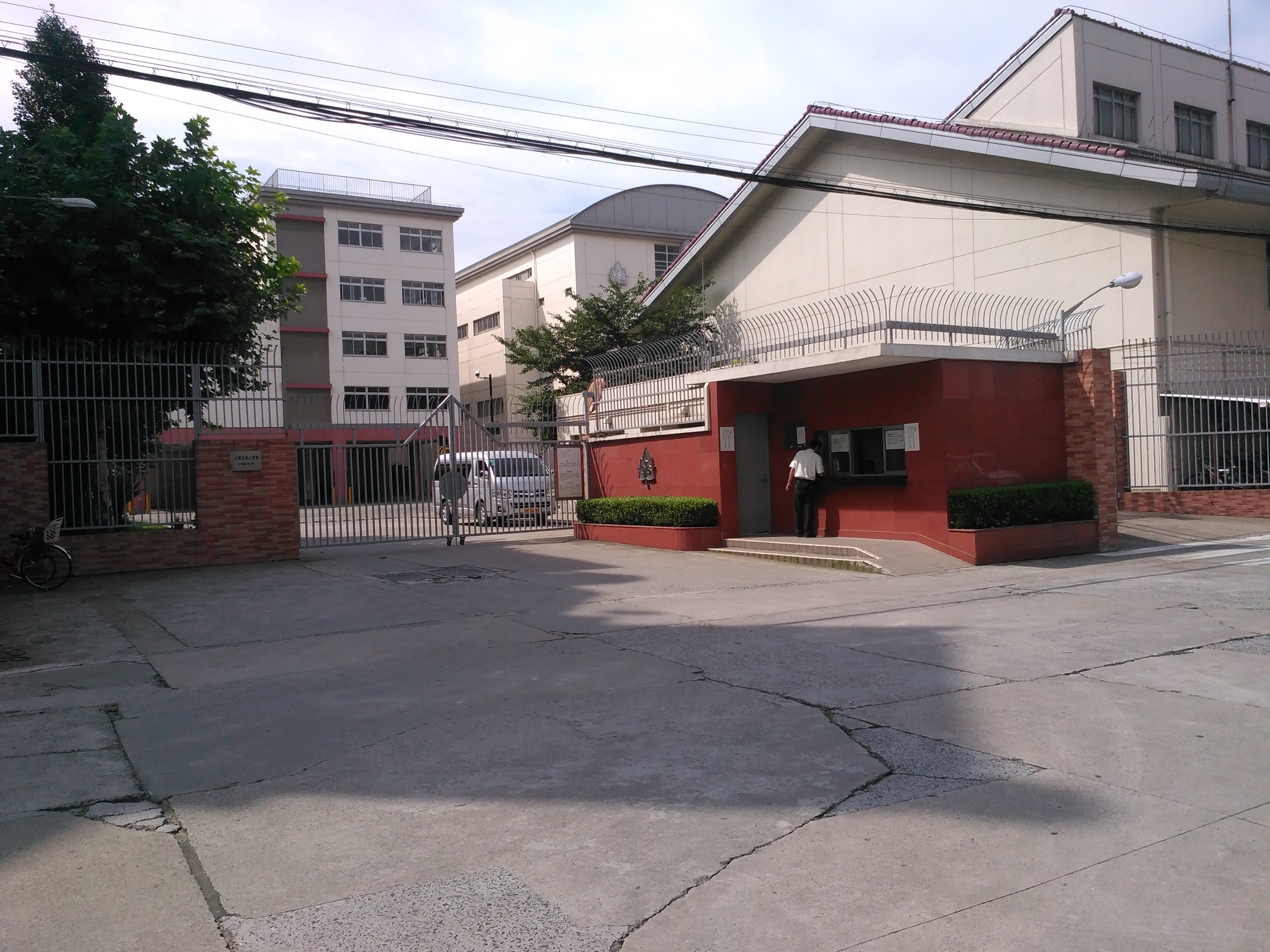
上海日本人学校虹橋校區

上海日本学校是一所日本人学校。它有两个校区，一个在虹桥街道，一个在浦东新区。 
上海的日本人開設的幼儿园有上海东进日本人幼儿园、上海美丘第一幼儿园和上海奥伊斯嘉日本语幼儿园。 

## 娱乐
截至2010年，上海有一家白酒俱乐部。 